# Le Vernet (Ariège)
Pour les articles homonymes, voir Le Vernet.
Le Vernet est une commune française située dans le département de l'Ariège, en région Occitanie.
La commune possède un patrimoine naturel remarquable : un site Natura 2000, deux espaces protégés, et trois zones naturelles d'intérêt écologique, faunistique et floristique.
Elle est également connue le camp du Vernet, un important camp d'internement français de la Seconde Guerre mondiale.

## Géographie

### Localisation
Le Vernet se situe à 24 km à vol d'oiseau de Foix, à 8 km de Pamiers, et à 6 km de Saverdun.
Sur le plan historique et culturel, la commune fait partie du pays de l'Aguanaguès ou plaine d'Ariège, parfois appelé basse Ariège, ou piémont ariégeois.
La commune fait partie du bassin de vie et de l'aire d'attraction de Pamiers, ainsi que de la zone d'emploi de Foix-Pamiers.

### Communes limitrophes
Les communes limitrophes sont  Bonnac, Montaut et Saverdun.
| Saverdun |           |         |
|          | du Vernet | Montaut |
|          | Bonnac    |         |

### Géologie et relief
La superficie cadastrale de la commune publiée par l’Insee, qui sert de références dans toutes les statistiques, est de 5,59 km2,. La superficie géographique, issue de la BD Topo, composante du Référentiel à grande échelle produit par l'IGN, est quant à elle de 5,67 km2. L'altitude du territoire varie entre 235 m et 376 m.
La commune est située dans le Bassin aquitain, le deuxième plus grand bassin sédimentaire de la France après le Bassin parisien, certaines parties étant recouvertes par des formations superficielles. Les terrains affleurants sur le territoire communal sont constitués de roches sédimentaires datant du Cénozoïque, l'ère géologique la plus récente sur l'échelle des temps géologiques, débutant il y a 66 millions d'années. La structure détaillée des couches affleurantes est décrite dans la feuille « n°1057 - Pamiers » de la carte géologique harmonisée au 1/50 000ème du département de l'Ariège, et sa notice associée.

### Hydrographie

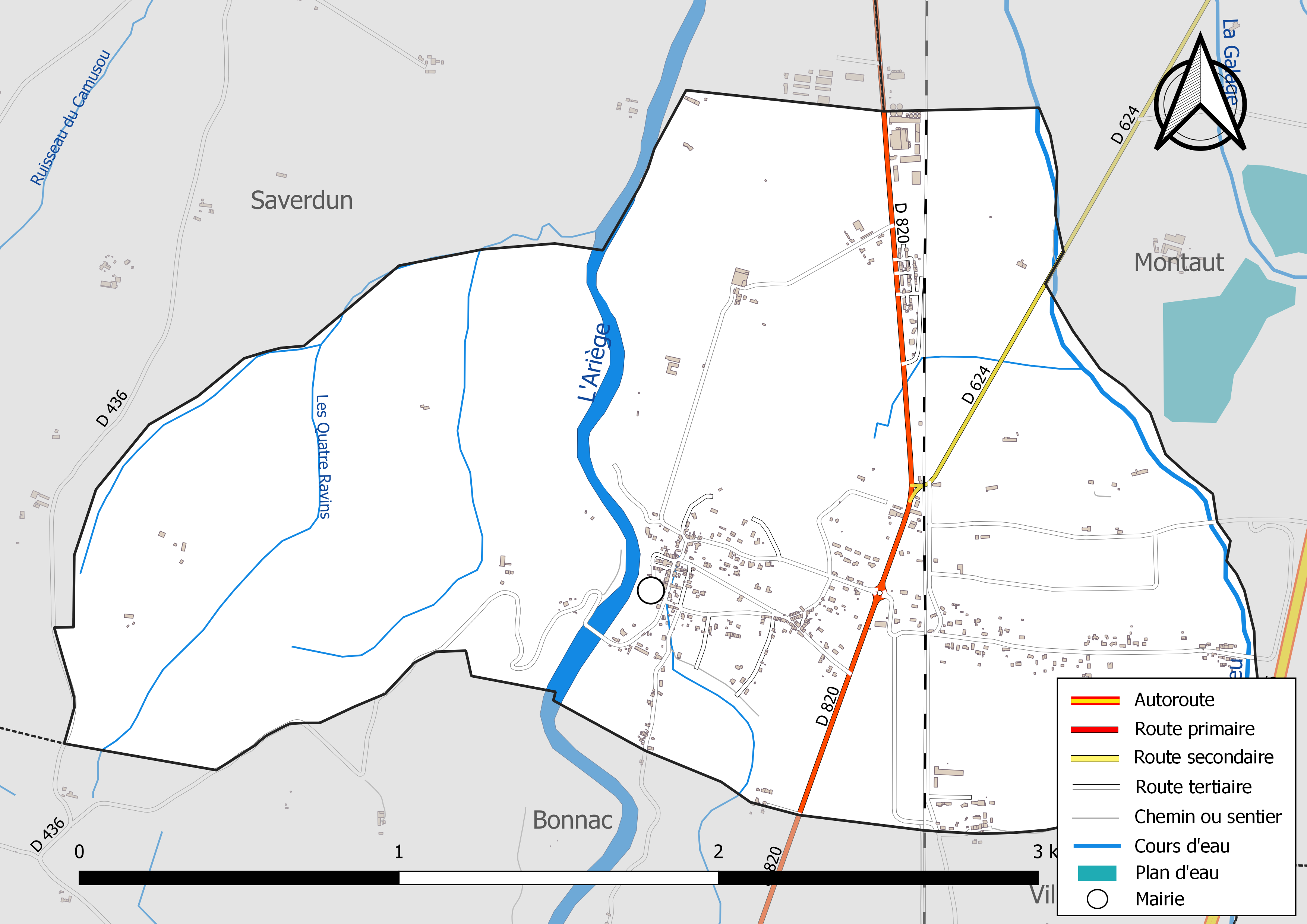
Réseaux hydrographique et routier du Vernet.

La commune est dans le bassin versant de la Garonne, au sein du bassin hydrographique Adour-Garonne. Elle est drainée par l'Ariège, le Crieu, Les Quatre Ravins et par divers petits cours d'eau, constituant un réseau hydrographique de 12 km de longueur totale,.
L'Ariège, d'une longueur totale de 162,91 km, prend sa source dans la commune de Porta et s'écoule du sud vers le nord. Elle traverse la commune et se jette dans la Garonne à Portet-sur-Garonne, après avoir traversé 56 communes.
Le Crieu, d'une longueur totale de 34,8 km, prend sa source dans la commune de Ventenac et s'écoule du sud vers le nord. Il traverse la commune et se jette dans l'Ariège à Saverdun, après avoir traversé 14 communes.

### Climat
Pour des articles plus généraux, voir Climat de l'Occitanie et Climat de l'Ariège.
En 2010, le climat de la commune est de type climat du Bassin du Sud-Ouest, selon une étude s'appuyant sur une série de données couvrant la période 1971-2000. En 2020, Météo-France publie une typologie des climats de la France métropolitaine dans laquelle la commune est dans une zone de transition entre le climat océanique altéré et le climat de montagne et est dans la région climatique Pyrénées centrales, caractérisée par une pluviométrie annuelle de 1 000 à 1 200 mm.
Pour la période 1971-2000, la température annuelle moyenne est de 12,9 °C, avec  une amplitude thermique annuelle de 15,5 °C. Le cumul annuel moyen de précipitations est de 785 mm, avec 9,4 jours de précipitations en janvier et 5,9 jours en juillet. Pour la période 1991-2020 la température moyenne annuelle observée sur la station météorologique la plus proche, située sur la commune de Montaut à 3 km à vol d'oiseau, est de 13,7 °C et le cumul annuel moyen de précipitations est de 677,1 mm,. Pour l'avenir, les paramètres climatiques de la commune estimés pour 2050 selon différents scénarios d’émission de gaz à effet de serre sont consultables sur un site dédié publié par Météo-France en novembre 2022.

### Milieux naturels et biodiversité

#### Espaces protégés
La protection réglementaire est le mode d’intervention le plus fort pour préserver des espaces naturels remarquables et leur biodiversité associée,.
Deux espaces protégés sont présents sur la commune : 
- le « cours de l'Ariège », objet d'un arrêté de protection de biotope, d'une superficie de 159,9 ha[25] ;
- « la Plano - Bonnac », un terrain acquis (ou assimilé) par un conservatoire d'espaces naturels, d'une superficie de 0,5 ha[26].

#### Réseau Natura 2000

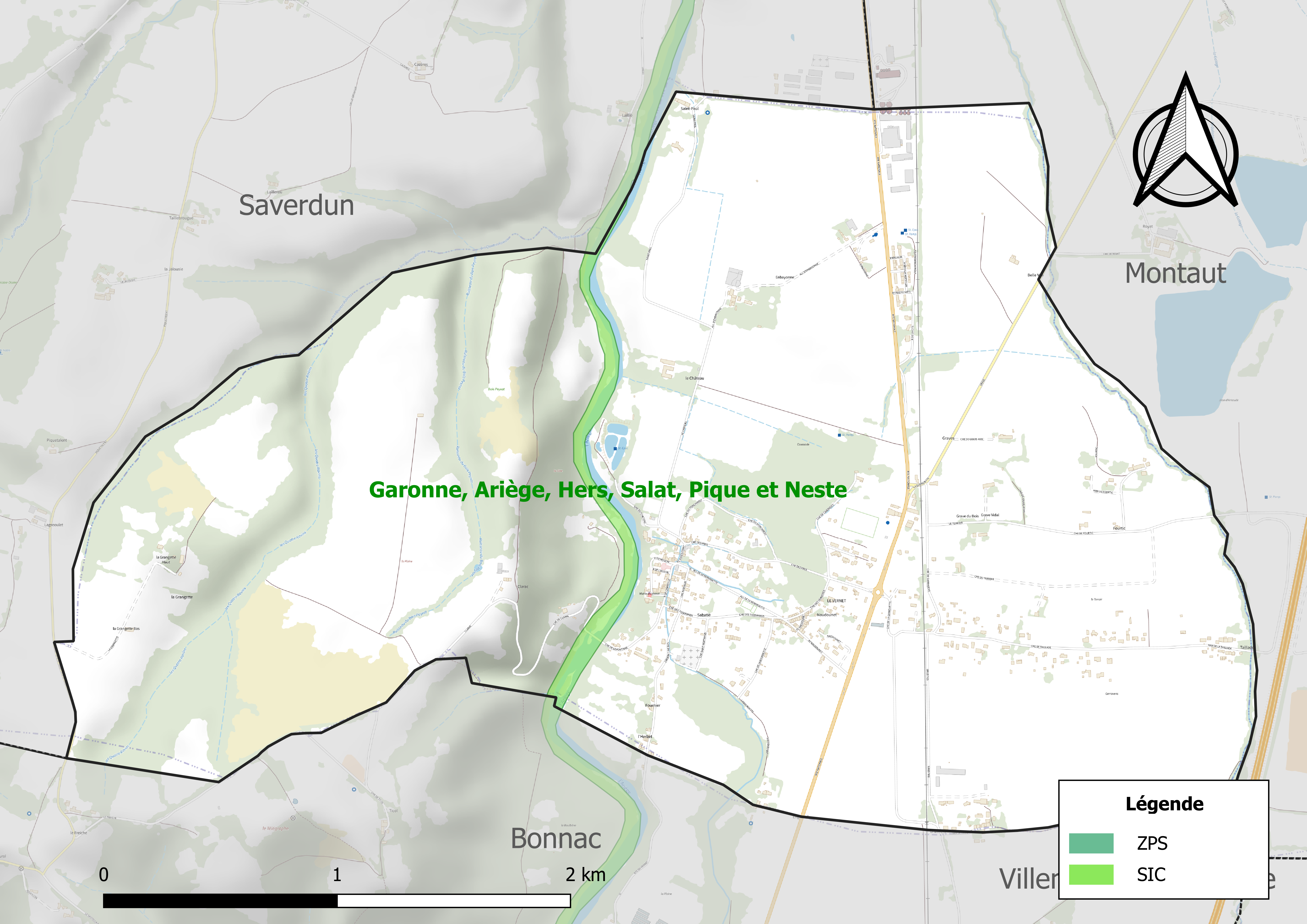
Site Natura 2000 sur le territoire communal.

Le réseau Natura 2000 est un réseau écologique européen de sites naturels d'intérêt écologique élaboré à partir des directives habitats et oiseaux, constitué de zones spéciales de conservation (ZSC) et de zones de protection spéciale (ZPS).
Un site Natura 2000 a été défini sur la commune au titre de la directive habitats : « Garonne, Ariège, Hers, Salat, Pique et Neste », d'une superficie de 9 581 ha, un réseau hydrographique pour les poissons migrateurs, avec des zones de frayères actives et potentielles importantes pour le Saumon en particulier qui fait l'objet d'alevinages réguliers et dont des adultes atteignent déjà Foix sur l'Ariège.

#### Zones naturelles d'intérêt écologique, faunistique et floristique
L’inventaire des zones naturelles d'intérêt écologique, faunistique et floristique (ZNIEFF) a pour objectif de réaliser une couverture des zones les plus intéressantes sur le plan écologique, essentiellement dans la perspective d’améliorer la connaissance du patrimoine naturel national et de fournir aux différents décideurs un outil d’aide à la prise en compte de l’environnement dans l’aménagement du territoire.
Deux ZNIEFF de type 1 sont recensées sur la commune :
le « bois de Bonnac » (779 ha), couvrant 5 communes du département, et 
le « cours de l'Ariège » (1 341 ha), couvrant 112 communes dont 86 dans l'Ariège et 26 dans la Haute-Garonne
et une ZNIEFF de type 2, : 
« L'Ariège et ripisylves » (1 975 ha), couvrant 56 communes dont 43 dans l'Ariège et 13 dans la Haute-Garonne.

Carte des ZNIEFF de type 1 et 2 au Vernet.
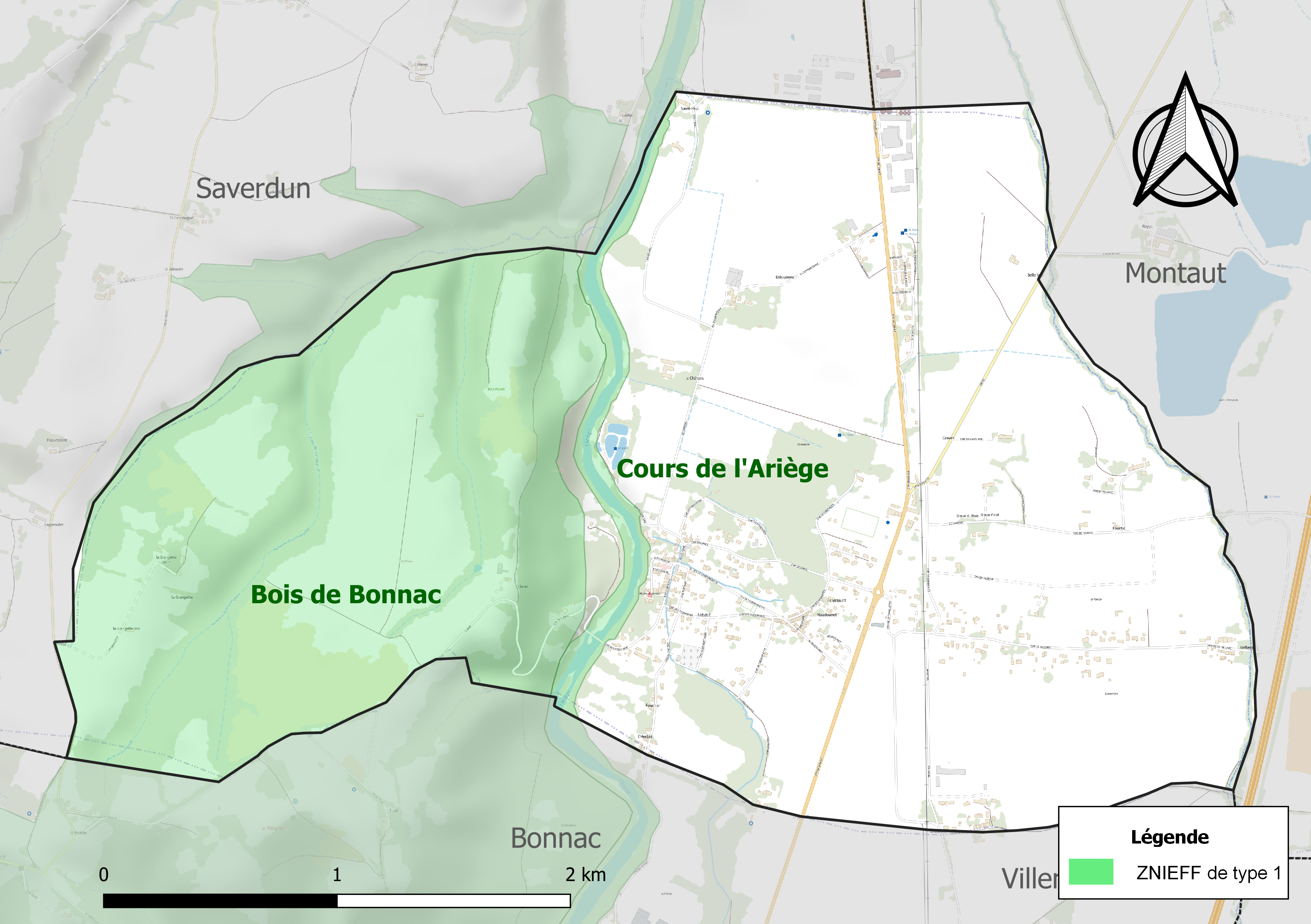
Carte des ZNIEFF de type 1 sur la commune.
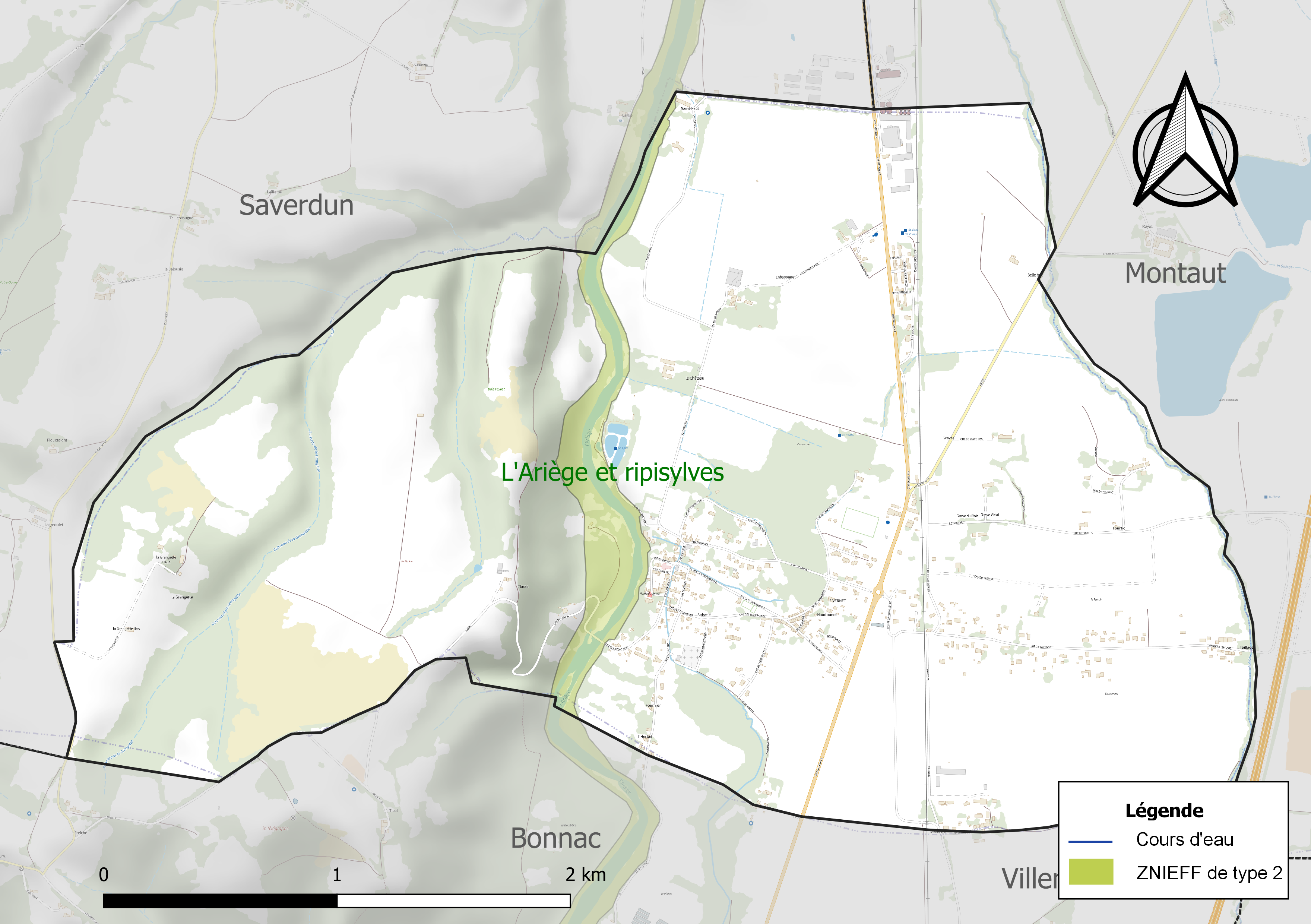
Carte de la ZNIEFF de type 2 sur la commune.

## Urbanisme

### Typologie
Au 1er janvier 2024, Le Vernet est catégorisée commune rurale à habitat dispersé, selon la nouvelle grille communale de densité à 7 niveaux définie par l'Insee en 2022.
Elle est située hors unité urbaine. Par ailleurs la commune fait partie de l'aire d'attraction de Pamiers, dont elle est une commune de la couronne,. Cette aire, qui regroupe 52 communes, est catégorisée dans les aires de moins de 50 000 habitants,.

### Occupation des sols

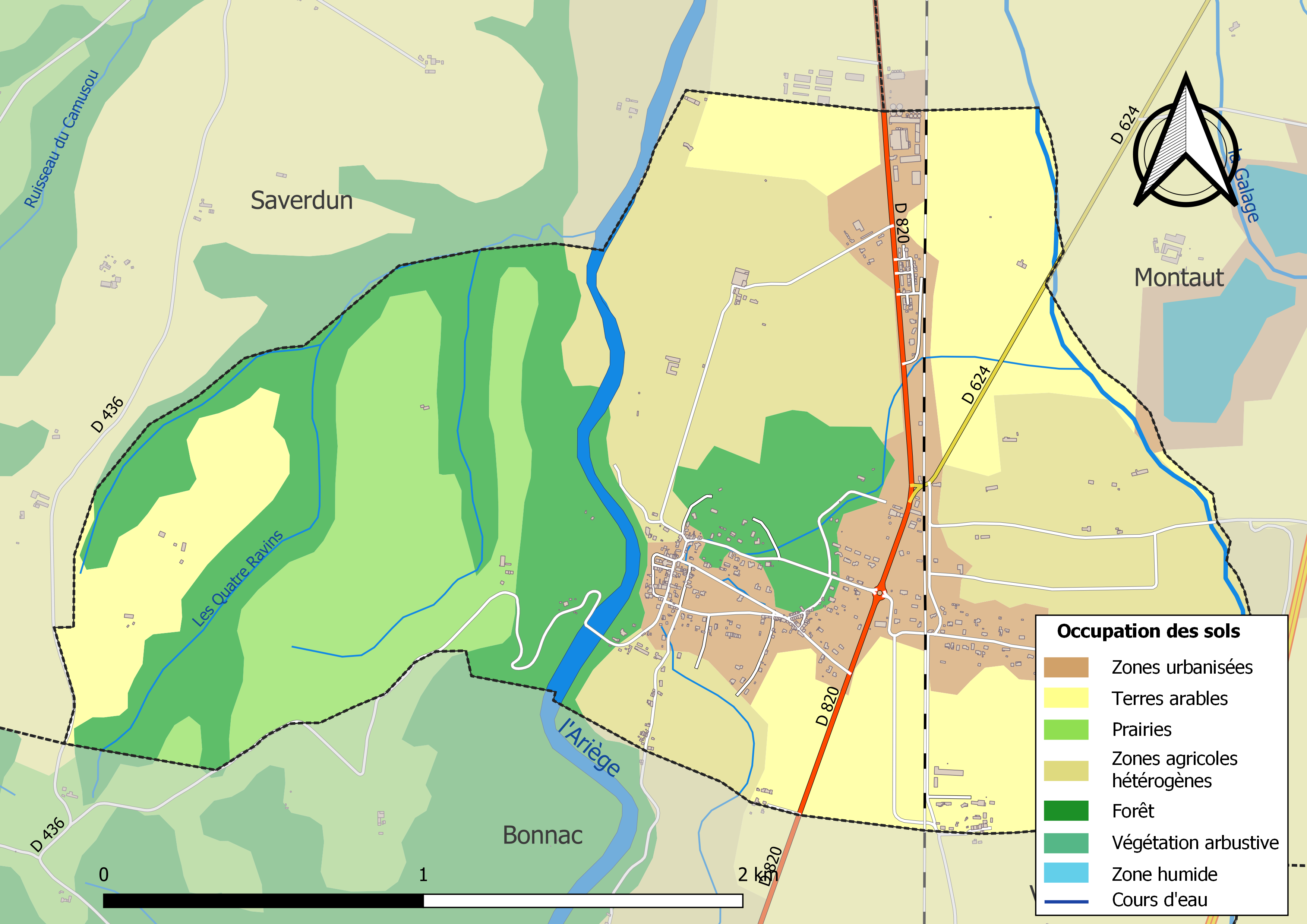
Carte des infrastructures et de l'occupation des sols de la commune en 2018 (CLC).

L'occupation des sols de la commune, telle qu'elle ressort de la base de données européenne d’occupation biophysique des sols Corine Land Cover (CLC), est marquée par l'importance des territoires agricoles (66,4 % en 2018), une proportion identique à celle de 1990 (66,4 %). La répartition détaillée en 2018 est la suivante : terres arables (27,2 %), zones agricoles hétérogènes (26,8 %), forêts (21,6 %), prairies (12,4 %), zones urbanisées (12 %). L'évolution de l’occupation des sols de la commune et de ses infrastructures peut être observée sur les différentes représentations cartographiques du territoire : la carte de Cassini (XVIIIe siècle), la carte d'état-major (1820-1866) et les cartes ou photos aériennes de l'IGN pour la période actuelle (1950 à aujourd'hui).

### Habitat et logement
En 2018, le nombre total de logements dans la commune était de 303, alors qu'il était de 292 en 2013 et de 280 en 2008.
Parmi ces logements, 90,7 % étaient des résidences principales, 4 % des résidences secondaires et 5,3 % des logements vacants. Ces logements étaient pour 97,3 % d'entre eux des maisons individuelles et pour 2 % des appartements.
Le tableau ci-dessous présente la typologie des logements au Le Vernet en 2018 en comparaison avec celle de l'Ariège et de la France entière. Une caractéristique marquante du parc de logements est ainsi une proportion de résidences secondaires et logements occasionnels (4 %) inférieure à celle du département (24,6 %) mais supérieure à celle de la France entière (9,7 %). Concernant le statut d'occupation de ces logements, 81,7 % des habitants de la commune sont propriétaires de leur logement (83,5 % en 2013), contre 66,3 % pour l'Ariège et 57,5 % pour la France entière.
| Typologie                                               | Le Vernet | Ariège | France entière |
| ------------------------------------------------------- | --------- | ------ | -------------- |
| Résidences principales (en %)                           | 90,7      | 65,7   | 82,1           |
| Résidences secondaires et logements occasionnels (en %) | 4         | 24,6   | 9,7            |
| Logements vacants (en %)                                | 5,3       | 9,7    | 8,2            |

### Voies de communication et transports
La commune est traversée par la route nationale 20.
La gare du Vernet-d'Ariège, située sur la ligne de Portet-Saint-Simon à Puigcerda (frontière), est desservie par des trains TER Occitanie qui effectuent des missions entre les gares de Toulouse-Matabiau et de Pamiers, ou de Foix, ou d'Ax-les-Thermes, ou de Latour-de-Carol - Enveitg.

### Risques naturels et technologiques
Le territoire de la commune du Vernet est vulnérable à différents aléas naturels : inondations, climatiques (grand froid ou canicule), mouvements de terrains et séisme (sismicité faible). Il est également exposé à deux risques technologiques, le transport de matières dangereuses et la rupture d'un barrage,.

#### Risques naturels

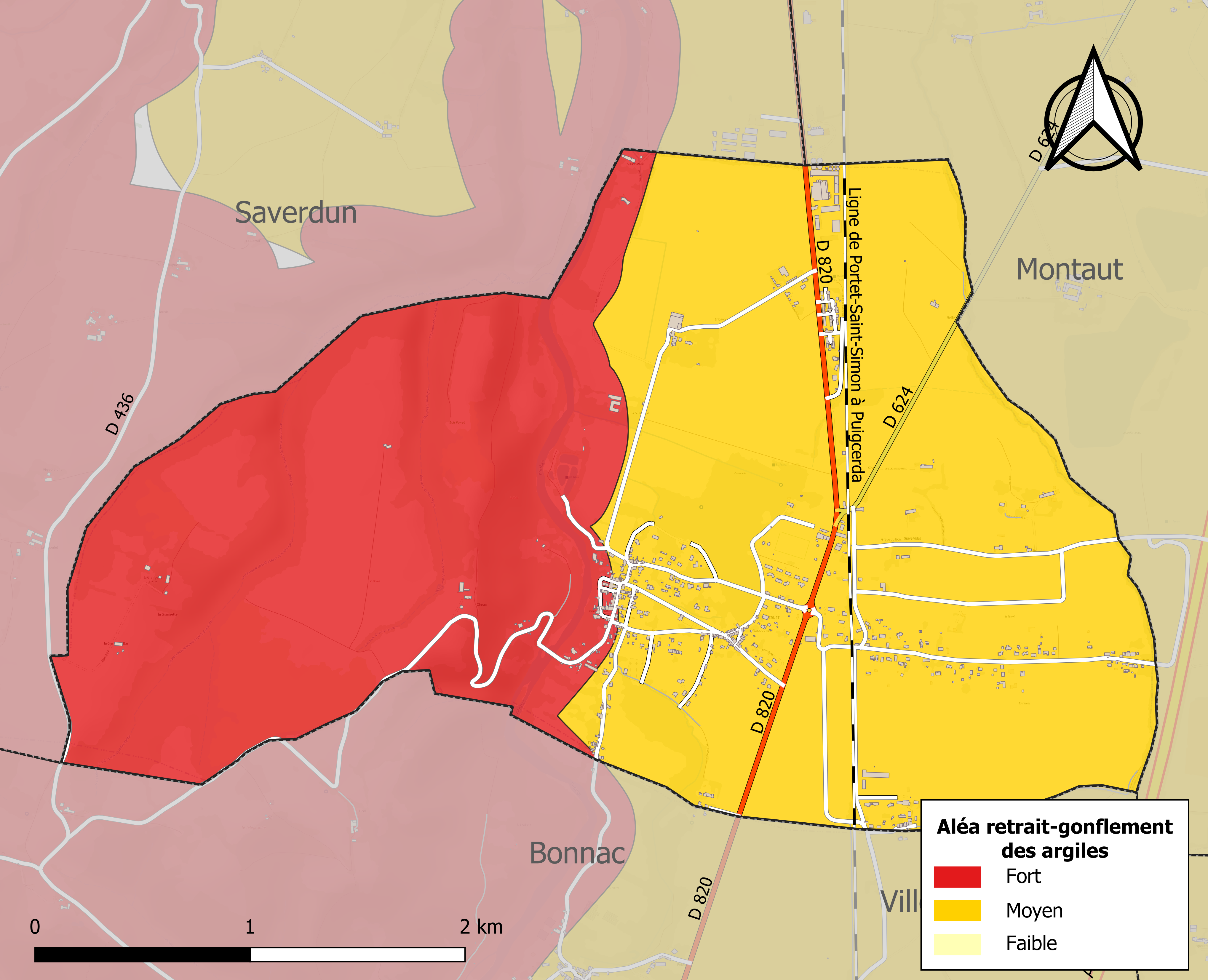
Zonage de l'aléa retrait-gonflement des argiles sur la commune du Vernet.

Certaines parties du territoire communal sont susceptibles d’être affectées par le risque d’inondation par débordement, crue torrentielle d'un cours d'eau, l'Ariège, ou ruissellement d'un versant. L’épisode de crue le plus marquant dans le département reste sans doute celui de 1875. Parmi les inondations marquantes plus récentes concernant le cours d'eau de l'Ariège figurent la crue torrentielle de 1982 et les inondations de plaine de 1996 et de 2005 de la Basse vallée de l'Ariège.
Les mouvements de terrains susceptibles de se produire sur la commune sont soit des glissements de terrains soit des mouvements liés au retrait-gonflement des argiles. Près de 50 % de la superficie du département est concernée par l'aléa retrait-gonflement des argiles, dont la commune duVernet. L'inventaire national des cavités souterraines permet par ailleurs de localiser celles situées sur la commune.
Près de 50 % de la superficie du département est concernée par l'aléa retrait-gonflement des argiles, dont la commune duVernet. L'inventaire national des cavités souterraines permet par ailleurs de localiser celles situées sur la commune.
Ces risques naturels sont pris en compte dans l'aménagement du territoire de la commune par le biais d'un plan de prévention des risques (PPR) inondation et mouvement de terrain approuvé le 1 décembre 2016.

#### Risques technologiques
Le risque de transport de matières dangereuses par une infrastructure routière ou ferroviaire ou par une canalisation de transport de gaz concerne la commune. Un accident se produisant sur une telle infrastructure est en effet susceptible d’avoir des effets graves au bâti ou aux personnes jusqu’à 350 m, selon la nature du matériau transporté. Des dispositions d’urbanisme peuvent être préconisées en conséquence.
Dans le département de l’Ariège on dénombre cinq grands barrages susceptibles d’occasionner des dégâts en cas de rupture. La commune fait partie des 80 communes susceptibles d’être touchées par l’onde de submersion consécutive à la rupture d’un de ces barrages.

## Toponymie
Le Vernet vient des arbres qui constituent ou qui constituaient la commune : l'aulne qui en occitan se dit le vèrnhe, arbre imputrescible qui pousse dans les vernières. Nous devons compléter le nom village en : Le Vernet de Cantareinas. Les « reinas » ou « granhòtas » sont les reinettes, les petites grenouilles qui chantent dans les ruisseaux du Vernet...

## Histoire

### Moyen Âge
Un moulin est attesté dès 1094. La dîme des produits du moulin est versée à l'abbaye Saint-Antoine-et-Saint-Pierre de Lézat en échange d'une célébration religieuse. L'église est mentionnée dès 1228.

### Période contemporaine
La gare du Vernet-d'Ariège est mise en service le 19 octobre 1861 par la Compagnie des chemins de fer du Midi et du Canal latéral à la Garonne lorsqu'elle ouvre la section de Toulouse à Pamiers.

#### Le camp du Vernet
Le camp du Vernet, situé au nord de la commune, le long de la route nationale 20, est créé en 1918 pour abriter les troupes coloniales, puis les prisonniers allemands et austro-hongrois.
Il est transformé en camp d'internement français où sont retenus des Républicains espagnols réfugiés en France après la Guerre d'Espagne, puis, dans le cadre de la Seconde Guerre mondiale, puis est utilisé par le régime de Vichy puis par les Allemands pour y incarcérer des prisonniers internés pour des raisons politiques, ethniques ou religieuses. Il a été un important comme foyer de la Résistance et comme lieu de départ de convois pour la déportation.
La gare du Vernet, proche du camp du Vernet, voit arriver « 26 convois et 4679 personnes déportée en quatre ans ».

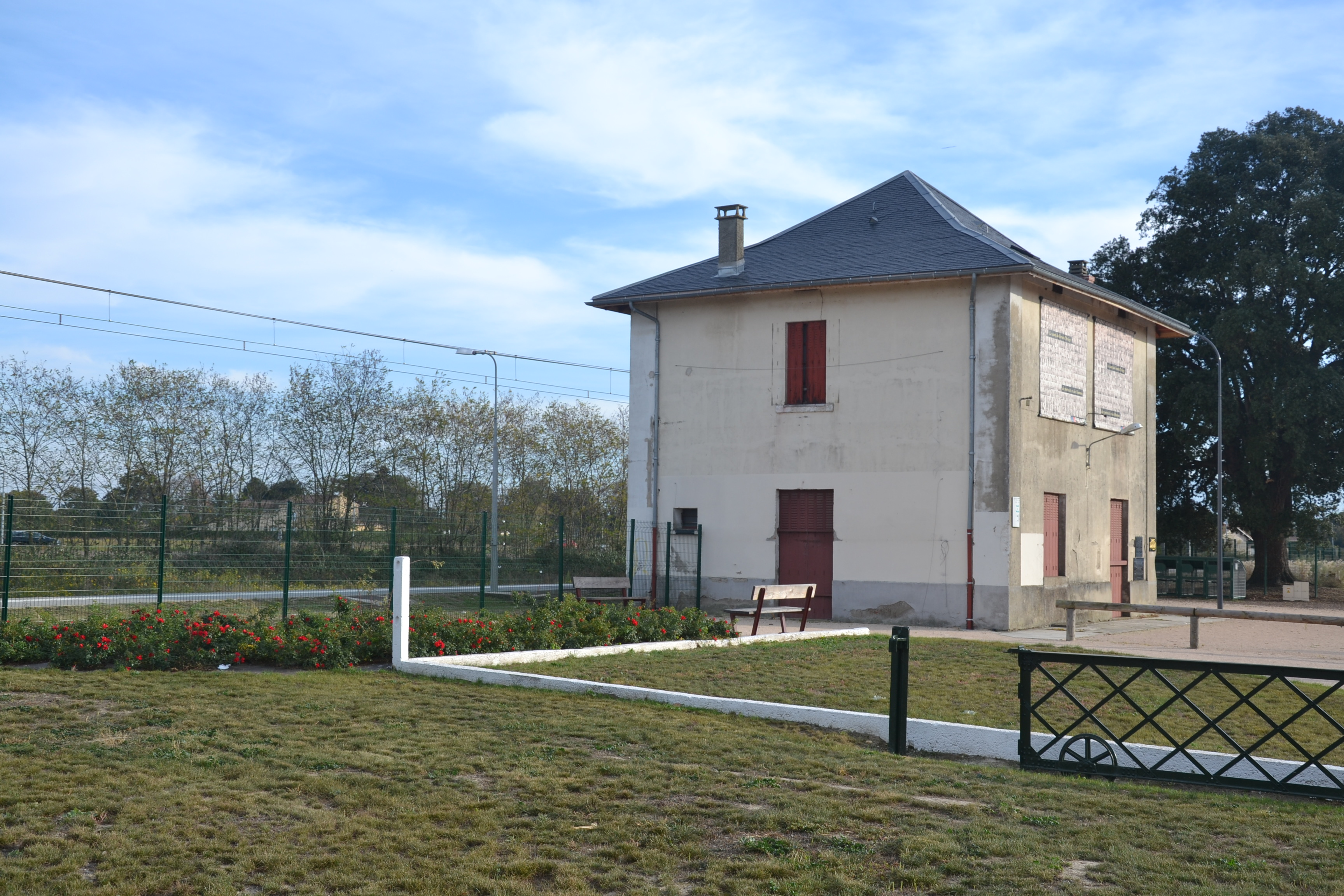
Gare ferroviaire du Vernet-d'Ariège.
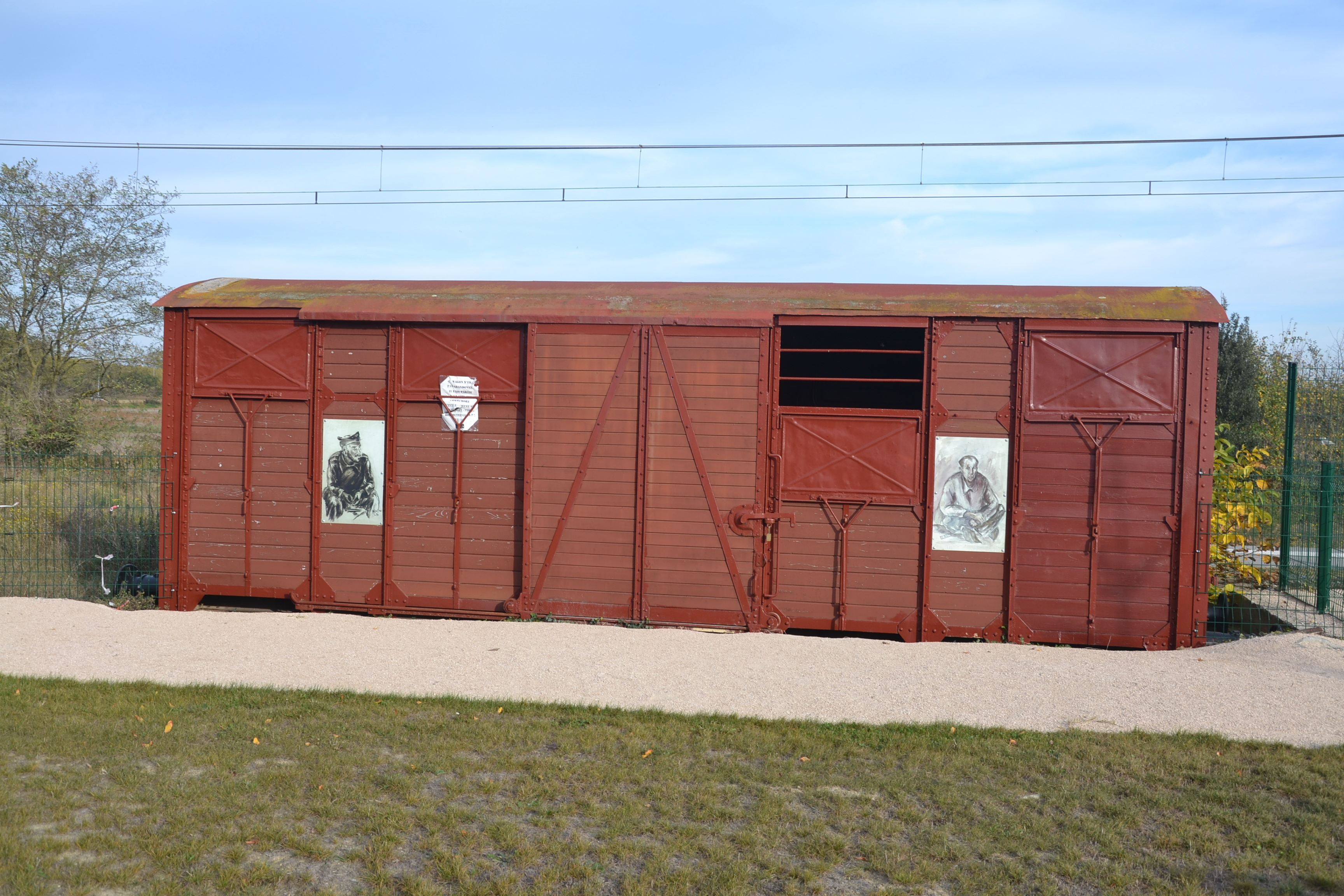
Wagon commémorant les prisonniers et déportés du camp d'internement.
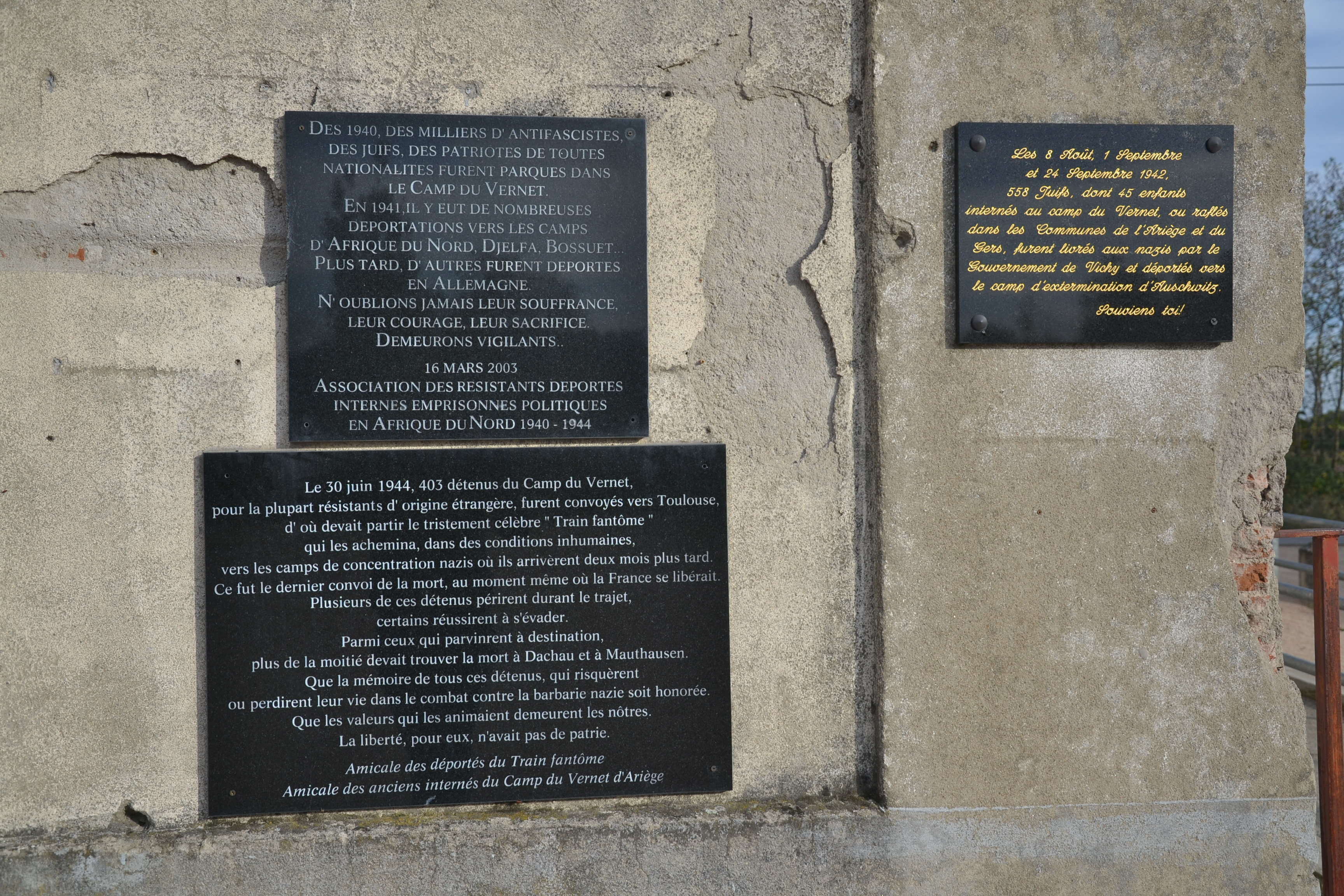
Plaques commémoratives de la gare.

## Politique et administration

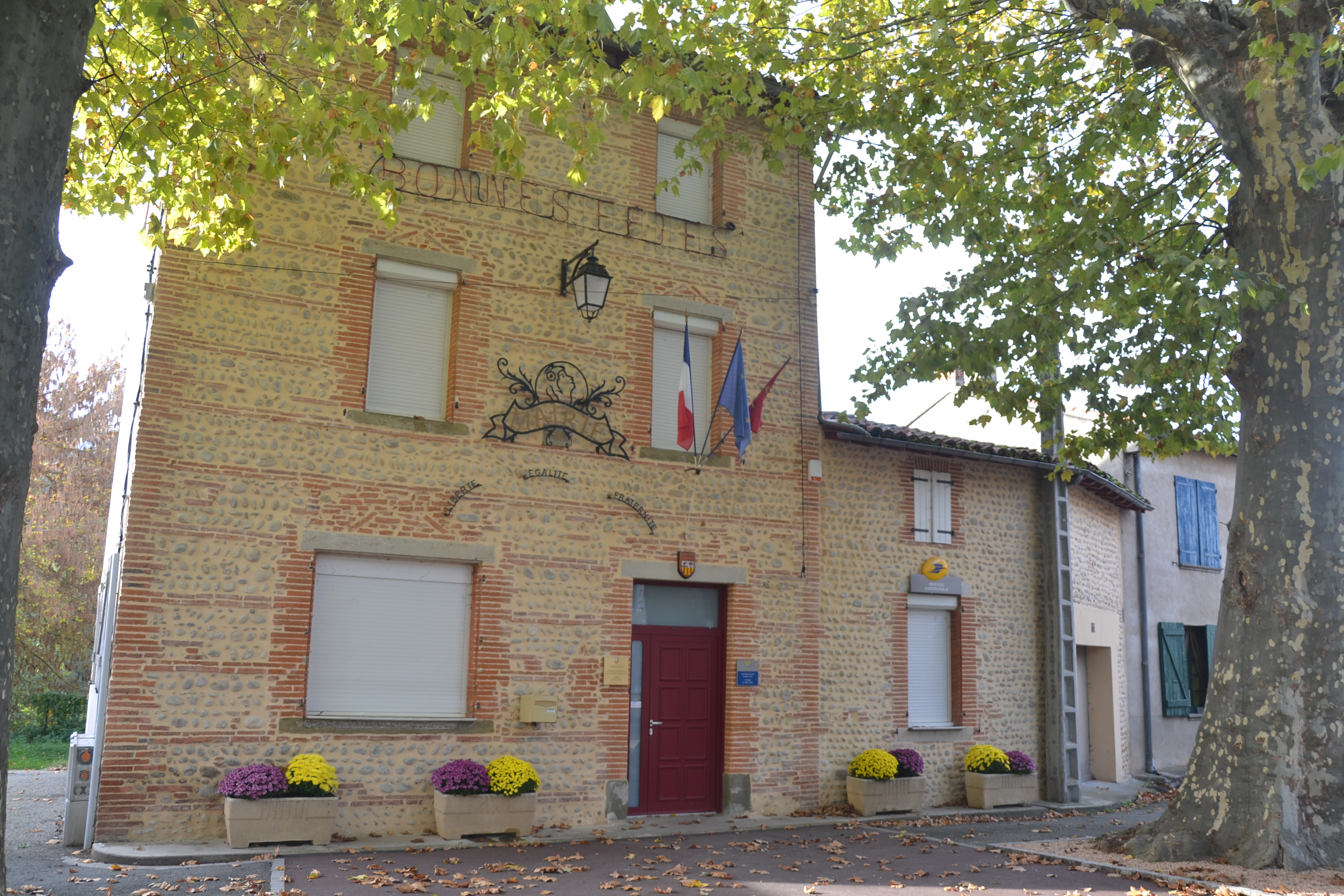
La mairie.

### Rattachements administratifs et électoraux

#### Rattachements administratifs
La commune se trouve depuis 1942 dans l'arrondissement de Pamiers du département de l'Ariège..
Elle faisait partie depuis 1793 du canton de Saverdun. Dans le cadre du redécoupage cantonal de 2014 en France, cette circonscription administrative territoriale a disparu, et le canton n'est plus qu'une circonscription électorale.

#### Rattachements électoraux
Pour les élections départementales, la commune fait partie depuis 2014 du canton des Portes d'Ariège.
Pour l'élection des députés, elle fait partie de la deuxième circonscription de l'Ariègedepuis le redécoupage électoral de 1986..

### Intercommunalité
Le Vernet était membre de la communauté de communes du Pays de Pamiers, un établissement public de coopération intercommunale (EPCI) à fiscalité propre créé fin 1993  et auquel la commune avait transféré un certain nombre de ses compétences, dans les conditions déterminées par le code général des collectivités territoriales.
Dans le cadre des dispositions de la loi portant nouvelle organisation territoriale de la République du 7 août 2015, qui prévoit que les établissements publics de coopération intercommunale (EPCI) à fiscalité propre doivent avoir un minimum de 15 000 habitants, cette intercommunalité a fusionné avec sa voisine pour former, le 1er janvier 2017, la communauté de communes des Portes d'Ariège Pyrénées, dont est désormais membre la commune.

### Liste des maires
| Période                                  | Période                      | Identité          | Étiquette | Qualité                                                                                             |
| ---------------------------------------- | ---------------------------- | ----------------- | --------- | --------------------------------------------------------------------------------------------------- |
| Les données manquantes sont à compléter. |                              |                   |           | |
| 1907                                     | 1908                         | François BOUSQUIÉ |           | |
| 1908                                     | 1935                         | André JOFFRES     |           | |
|                                          |                              |                   |           | |
| avant 1995                               |                              | Georges Baudouy   |           | |
|                                          |                              |                   |           | |
| mars 2001                                | mars 2008                    | Hervé Guillon     | Les Verts | Président de l'association Basse Ariège environnement                                               |
| mars 2008                                | juillet 2020                 | Michel Grasa      | DVG       | Retraité                                                                                            |
| juillet 2020                             | mai 2023,                    | Xavier Ragaru     |           | Contremaître ou agent de maîtrise Mandat écourté par la démission d'une partie du conseil municipal |
| juillet 2023                             | En cours (au 8 janvier 2024) | Denis Lafon       |           | Cadre retraité                                                                                      |

## Population et société
Les habitants sont appelés les Vernetois et Vernetoises.

### Démographie
L'évolution du nombre d'habitants est connue à travers les recensements de la population effectués dans la commune depuis 1793. Pour les communes de moins de 10 000 habitants, une enquête de recensement portant sur toute la population est réalisée tous les cinq ans, les populations de référence des années intermédiaires étant quant à elles estimées par interpolation ou extrapolation. Pour la commune, le premier recensement exhaustif entrant dans le cadre du nouveau dispositif a été réalisé en 2007.

En 2022, la commune comptait 693 habitants, en évolution de +0,43 % par rapport à 2016 (Ariège : +1,48 %, France hors Mayotte : +2,11 %).
| 1793 | 1800 | 1806 | 1821 | 1831 | 1836 | 1841 | 1846 | 1851 |
| ---- | ---- | ---- | ---- | ---- | ---- | ---- | ---- | ---- |
| 374  | 346  | 386  | 458  | 502  | 523  | 548  | 536  | 566  |

| 1856 | 1861 | 1866 | 1872 | 1876 | 1881 | 1886 | 1891 | 1896 |
| ---- | ---- | ---- | ---- | ---- | ---- | ---- | ---- | ---- |
| 573  | 551  | 577  | 540  | 514  | 510  | 504  | 505  | 505  |

| 1901 | 1906 | 1911 | 1921 | 1926 | 1931 | 1936 | 1946 | 1954 |
| ---- | ---- | ---- | ---- | ---- | ---- | ---- | ---- | ---- |
| 438  | 420  | 413  | 327  | 366  | 317  | 346  | 414  | 470  |

| 1962 | 1968 | 1975 | 1982 | 1990 | 1999 | 2006 | 2007 | 2012 |
| ---- | ---- | ---- | ---- | ---- | ---- | ---- | ---- | ---- |
| 441  | 382  | 417  | 464  | 508  | 536  | 621  | 631  | 653  |

| 2017 | 2022 | - | - | - | - | - | - | - |
| ---- | ---- | - | - | - | - | - | - | - |
| 708  | 693  | - | - | - | - | - | - | - |

Le Vernet est une commune rurale, dont la population  connait une forte hausse depuis 1975.

## Économie

### Revenus
En 2018, la commune compte 271 ménages fiscaux, regroupant 683 personnes. La médiane du revenu disponible par unité de consommation est de 21 150 € (19 820 € dans le département).

### Emploi
| Division       | 2008  | 2013   | 2018   |
| -------------- | ----- | ------ | ------ |
| Commune        | 6 %   | 5,9 %  | 8,5 %  |
| Département    | 8,9 % | 11,1 % | 11,2 % |
| France entière | 8,3 % | 10 %   | 10 %   |

En 2018, la population âgée de 15 à 64 ans s'élève à 428 personnes, parmi lesquelles on compte 72,7 % d'actifs (64,2 % ayant un emploi et 8,5 % de chômeurs) et 27,3 % d'inactifs,. Depuis 2008, le taux de chômage communal (au sens du recensement) des 15-64 ans est inférieur à celui de la France et du département.
La commune fait partie de la couronne de l'aire d'attraction de Pamiers, du fait qu'au moins 15 % des actifs travaillent dans le pôle,. Elle compte 110 emplois en 2018, contre 92 en 2013 et 96 en 2008. Le nombre d'actifs ayant un emploi résidant dans la commune est de 279, soit un indicateur de concentration d'emploi de 39,5 % et un taux d'activité parmi les 15 ans ou plus de 55,1 %.
Sur ces 279 actifs de 15 ans ou plus ayant un emploi, 63 travaillent dans la commune, soit 23 % des habitants. Pour se rendre au travail, 88,1 % des habitants utilisent un véhicule personnel ou de fonction à quatre roues, 2,9 % les transports en commun, 4,7 % s'y rendent en deux-roues, à vélo ou à pied et 4,3 % n'ont pas besoin de transport (travail au domicile).

### Activités hors agriculture
59 établissements sont implantés  au Vernet au 31 décembre 2019. Le tableau ci-dessous en détaille le nombre par secteur d'activité et compare les ratios avec ceux du département,.
| Secteur d'activité                                                                                        | Commune | Commune | Département |
| Secteur d'activité                                                                                        | Nombre  | %       | %           |
| --- | ------- | ------- | ----------- |
| Ensemble                                                                                                  | 59      |         |             |
| Industrie manufacturière, industries extractives et autres                                                | 10      | 16,9 %  | (12,9 %)    |
| Construction                                                                                              | 8       | 13,6 %  | (14,2 %)    |
| Commerce de gros et de détail, transports, hébergement et restauration                                    | 16      | 27,1 %  | (27,5 %)    |
| Activités immobilières                                                                                    | 3       | 5,1 %   | (4,2 %)     |
| Activités spécialisées, scientifiques et techniques et activités de services administratifs et de soutien | 13      | 22 %    | (13,2 %)    |
| Administration publique, enseignement, santé humaine et action sociale                                    | 2       | 3,4 %   | (14,4 %)    |
| Autres activités de services                                                                              | 7       | 11,9 %  | (8,8 %)     |

Le secteur du commerce de gros et de détail, des transports, de l'hébergement et de la restauration est prépondérant sur la commune puisqu'il représente 27,1 % du nombre total d'établissements de la commune (16 sur les 59 entreprises implantées  au Le Vernet), contre 27,5 % au niveau départemental.

### Agriculture
|                                   | 1988 | 2000 | 2010 |
| --------------------------------- | ---- | ---- | ---- |
| Exploitations                     | 13   | 8    | 9    |
| Superficie agricole utilisée (ha) | 449  | 1030 | 1400 |

La commune fait partie de la petite région agricole dénommée « Plaine de l'Ariège ». En 2010, l'orientation technico-économique de l'agriculture  sur la commune est la polyculture et le polyélevage. Neuf exploitations agricoles ayant leur siège dans la commune sont dénombrées lors du recensement agricole de 2010 (douze en 1988). La superficie agricole utilisée est de 1 400 ha.

## Culture locale et patrimoine

### Lieux et monuments
- Église Sainte-Madeleine, reconstruite en 1869 dans un style néo-gothique par l'architecte diocésain Ferdinand de Coma[68].
- Mémorial du camp du Vernet (1939 à 1944) : wagon de l'époque du camp du Vernet et musée retraçant l'histoire de cette triste période. 
La gare, le château d'eau, les poteaux ainsi que quelques baraquements, devenus des maisons d'habitation, sont les derniers vestiges du camp d'internement  Inscrit MH (2019)[48].

### Personnalités liées à la commune
- Michel-Aimé Baudouy (1909-1999), universitaire, romancier et dramaturge, est né au Vernet.

### Héraldique
| Blason de Le Vernet | Blason  | Coupé : au 1er parti au I d'argent à la grenouille contournée de sinople soutenue d'une divise ondée d'azur, au II d'argent au vergne au naturel, au 2e d'or à trois pals de gueules. |
| Blason de Le Vernet | Détails | Le statut officiel du blason reste à déterminer. |

## Pour approfondir